# Saša Ranić
Saša Ranić (San Pietro, 7 novembre 1981) è un ex calciatore sloveno, di ruolo centrocampista.

## Carriera

### Club

#### Primorje
Inizia nel Primorje, con cui fa il suo esordio in carriera il 19 agosto 2001 nella sconfitta in casa per 2-1 contro il Maribor nella massima serie slovena. Il 3 novembre segna il suo primo gol, nel 6-0 in casa sul Domžale in campionato, nel quale segna il 5-0. Nelle prime due stagioni da calciatore gioca 20 partite segnando 1 gol.

#### Gorica
Nell'estate 2003 firma con il Gorica, con cui gioca per la prima volta il 22 luglio 2003 nella sconfitta per 2-1 sul campo del Celje in campionato. Il 24 agosto segna per la prima volta, realizzando l'1-0 nella vittoria casalinga per 3-0 sul Domžale in Prva slovenska nogometna liga. A Nova Gorica in tre stagioni e mezza disputa 112 partite e segna 27 gol, vincendo i campionati 2003-2004, 2004-2005 e 2005-2006.

#### Chiasso
Chiuso con il Gorica si trasferisce per la prima volta all'estero, in Svizzera, al Chiasso, nella seconda serie svizzera, esordendovi il 24 febbraio 2007 nella vittoria per 1-0 sul campo della YF Juventus. In mezza stagione scende in campo 14 volte senza mai segnare.

#### Veria
A luglio 2007 va a giocare in Grecia, al GAS Veria, con il quale fa il suo esordio in massima serie il 26 settembre nella sconfitta interna per 1-0 con l'AEK Atene. Gioca 9 partite prima di andare via in prestito.

#### Prestito al Kerkyra e ritorno al Veria
Dopo mezza stagione viene ceduto in prestito al Kerkyra, in seconda serie. Debutta il 3 febbraio 2008 nello 0-0 interno contro lo Iōnikos in campionato. Segna per la prima volta il 24 marzo nel 2-1 interno sull'Olympiakos Volos in Beta Ethniki, in cui realizza il 2-0 momentaneo. In 6 mesi gioca 22 gare segnando 6 gol e ritornando in seguito al GAS Veria, nel frattempo retrocesso in seconda serie, riuscendo a trovare la prima rete il 22 febbraio 2009, decisiva nell'1-0 sull'Ethnikos Asteras in campionato. Alla prima stagione gioca 17 volte segnando 4 volte ma non riesce ad evitare la retrocessione in terza serie, nella quale gioca la successiva stagione e mezza.

#### Olimpia Lubiana
A gennaio 2011 torna in patria, all'Olimpia Lubiana, giocando la prima partita il 22 febbraio nel 2-2 casalingo contro il Rudar Velenje in campionato. Rimane una stagione e mezza giocando 22 volte, di cui due nei turni preliminari di Europa League.

#### Panserraikos
Dopo una stagione e mezza torna in Grecia, al Panserraïkos, in seconda serie. Esordisce il 29 settembre nella vittoria interna per 1-0 sul Larissa in campionato. Nella partita successiva, vinta per 3-2 sul campo del Kallithea il 3 ottobre, segna la prima rete, quella del momentaneo 1-0. Termina il campionato con 29 presenze e 3 gol.

#### Krka
Negli ultimi giorni della sessione estiva di mercato 2013 torna di nuovo in Slovenia, al Krka. Debutta il 15 settembre nella sconfitta in trasferta per 1-0 contro il Triglav in campionato. Segna l'unico gol in stagione il 14 maggio 2014 nel 2-2 casalingo contro il Celje in Prva slovenska nogometna liga, nel quale realizza il momentaneo 1-0. Chiude con 25 apparizioni in campo e 1 gol.

#### L'esperienza italiana
Nell'estate 2014 si trasferisce in Italia, al Kras Repen, squadra di Monrupino (TS) in Serie D. Fa il suo esordio il 7 settembre nel 2-2 esterno contro la Sacilese in campionato. Nella partita successiva, il 14 settembre, segna il primo gol, realizzando l'1-0 momentaneo nel 3-3 in casa contro il Legnago in Serie D. Gioca soltanto 6 volte in tutto il campionato segnando 2 gol e retrocedendo in Eccellenza. La stagione successiva, nell'agosto 2015, passa alla Nuorese, sempre in Serie D, esordendo il 6 settembre nell'1-1 interno contro il Lanusei in campionato. Resta in Sardegna poco più di 3 mesi, ottenendo 12 presenze, prima di tornare in Friuli, a Manzano (UD), alla Manzanese in Eccellenza.

## Statistiche

### Presenze nei club
Statistiche aggiornate al 29 novembre 2015.
| Stagione               | Squadra                | Campionato             | Campionato | Campionato | Coppe nazionali | Coppe nazionali | Coppe nazionali | Coppe continentali | Coppe continentali | Coppe continentali | Altre coppe | Altre coppe | Altre coppe | Totale | Totale | Totale |
| Stagione               | Squadra                | Comp                   | Pres       | Reti       | Comp            | Pres            | Reti            | Comp               | Pres               | Reti               | Comp        | Pres        | Reti        | Pres   | Reti   |        |
| ---------------------- | ---------------------- | ---------------------- | ---------- | ---------- | --------------- | --------------- | --------------- | ------------------ | ------------------ | ------------------ | ----------- | ----------- | ----------- | ------ | ------ | ------ |
| 2001-2002              | Primorje               | PSNL                   | 9          | 1          | PNZS            | 0               | 0               | -                  | -                  | -                  | -           | -           | -           | 9      | 1      |        |
| 2002-2003              | Primorje               | PSNL                   | 10         | 0          | PNZS            | 0               | 0               | CU                 | 1                  | 0                  | -           | -           | -           | 11     | 0      |        |
| Totale Primorje        | Totale Primorje        | Totale Primorje        | 19         | 1          | -               | 0               | 0               | -                  | 1                  | 0                  | -           | -           | -           | 20     | 1      |        |
| 2003-2004              | Gorica                 | PSNL                   | 32         | 5          | PNZS            | 0               | 0               | -                  | -                  | -                  | -           | -           | -           | 32     | 5      |        |
| 2004-2005              | Gorica                 | PSNL                   | 27         | 14         | PNZS            | 0               | 0               | UCL+CU             | 1+2                | 0+0                | -           | -           | -           | 30     | 14     |        |
| 2005-2006              | Gorica                 | PSNL                   | 26         | 2          | PNZS            | 0               | 0               | UCL                | 2                  | 0                  | -           | -           | -           | 28     | 2      |        |
| 2006-gen. 2007         | Gorica                 | PSNL                   | 20         | 6          | PNZS            | 0               | 0               | UCL                | 2                  | 0                  | -           | -           | -           | 22     | 6      |        |
| Totale Gorica          | Totale Gorica          | Totale Gorica          | 105        | 27         | -               | 0               | 0               | -                  | 7                  | 0                  | -           | -           | -           | 112    | 27     |        |
| gen.-giu. 2007         | Chiasso                | CL                     | 14         | 0          | -               | -               | -               | -                  | -                  | -                  | -           | -           | -           | 14     | 0      |        |
| 2007-gen. 2008         | GAS Veria              | SLE                    | 9          | 0          | KE              | 0               | 0               | -                  | -                  | -                  | -           | -           | -           | 9      | 0      |        |
| gen.-giu. 2008         | Kerkyra                | BE                     | 22         | 6          | -               | -               | -               | -                  | -                  | -                  | -           | -           | -           | 22     | 6      |        |
| 2008-2009              | GAS Veria              | BE                     | 16         | 4          | KE              | 1               | 0               | -                  | -                  | -                  | -           | -           | -           | 17     | 4      |        |
| 2009-2010              | GAS Veria              | GE                     | ?          | ?          | KE              | ?               | ?               | -                  | -                  | -                  | -           | -           | -           | ?      | ?      |        |
| 2010-gen. 2011         | GAS Veria              | FL2                    | ?          | ?          | KE              | ?               | ?               | -                  | -                  | -                  | -           | -           | -           | ?      | ?      |        |
| Totale Veria           | Totale Veria           | Totale Veria           | 25         | 4          | -               | 1               | 0               | -                  | -                  | -                  | -           | -           | -           | 26     | 4      |        |
| gen.-giu. 2011         | Olimpia Lubiana        | PSNL                   | 5          | 0          | PNZS            | 0               | 0               | -                  | -                  | -                  | -           | -           | -           | 5      | 0      |        |
| 2011-2012              | Olimpia Lubiana        | PSNL                   | 15         | 0          | PNZS            | 0               | 0               | UEL                | 2                  | 0                  | -           | -           | -           | 17     | 0      |        |
| Totale Olimpia Lubiana | Totale Olimpia Lubiana | Totale Olimpia Lubiana | 20         | 0          | -               | 0               | 0               | -                  | 2                  | 0                  | -           | -           | -           | 22     | 0      |        |
| 2012-2013              | Panserraïkos           | FL                     | 26         | 2          | KE              | 3               | 1               | -                  | -                  | -                  | -           | -           | -           | 29     | 3      |        |
| 2013-2014              | Krka                   | PSNL                   | 25         | 1          | PNZS            | 0               | 0               | -                  | -                  | -                  | -           | -           | -           | 25     | 1      |        |
| 2014-2015              | Kras Repen             | D                      | 6          | 2          | CID             | 0               | 0               | -                  | -                  | -                  | -           | -           | -           | 6      | 2      |        |
| ago.-dic. 2015         | Nuorese                | D                      | 12         | 0          | CID             | 0               | 0               | -                  | -                  | -                  | -           | -           | -           | 12     | 0      |        |
| dic. 2015-2016         | Manzanese              | E                      | ?          | ?          | -               | -               | -               | -                  | -                  | -                  | -           | -           | -           | ?      | ?      |        |
| 2016-2017              | Manzanese              | E                      | ?          | ?          | CIDFVG          | ?               | ?               | -                  | -                  | -                  | -           | -           | -           | ?      | ?      |        |
| Totale Manzanese       | Totale Manzanese       | Totale Manzanese       | ?          | ?          | -               | ?               | ?               | -                  | -                  | -                  | -           | -           | -           | ?      | ?      |        |
| Totale carriera        | Totale carriera        | Totale carriera        | 274        | 43         | -               | 4               | 1               | -                  | 10                 | 0                  | -           | -           | -           | 288    | 44     |        |

## Palmarès

### Club
- Campionato sloveno: 3

Gorica: 2003-2004, 2004-2005, 2005-2006